# 69/79式戦車
69式戦車（69しきせんしゃ 69式主战坦克・WZ-121）/79式戦車（79しきせんしゃ79式主战坦克・WZ-121D）は59式戦車をベースに開発された中国初の国産主力戦車であり、世代としては第1世代戦車に属する。
69式戦車は1981年9月の軍事パレード（1982年に西側諸国が存在を確定）に、79式戦車は1984年10月の建国35周年記念の軍事パレードにそれぞれその存在が確認された。特に69-II式戦車は2,000輌以上の輸出に成功、1980年代の紛争地域にその姿をあらわす。西側の戦車技術を取り込み開発された69-III式戦車は1986年に79式戦車の名称で制式採用され500輌あまりが中国国内に配備された。

## 概要
59式戦車と62式軽戦車を経て中国は1963年から本格的な国産戦車の開発にかかった。T-54をベースに1969年の中ソ国境紛争時に鹵獲したT-62戦車などの技術も盛り込み独自に発展したものである。
開発は内モンゴル自治区にある617工場が担当。69式戦車のプロトタイプは軍部の要望を満たすことが出来無かったが、69-I式戦車と69-II式戦車が同時開発された。軍部による両車種のトライアルの結果、69-II式戦車が制式採用された。
1980年代の改革開放を境とした西側諸国との関係改善に伴い69式戦車は西側戦車技術を導入する形で大幅な改良が加えられた。最も大きい点は当時のNATO軍で標準規格だったL7系105mmライフル砲のライセンス生産に成功した事である。このほかにも新型のレーザー測定器や射撃統制システムも搭載され攻撃に置いては世界標準に到達した主力戦車を中国が初めて持つことになった。防備の面でも与圧式の対NBC防御装置と自動消火装置を一体化したシステムや4連装発煙弾発射器、パッシブ型の暗視装置なども導入された。こうして完成した69-III式戦車は1986年に正式に79式戦車として採用され1980年代末までに国内向けとして500輌以上が生産された。
12150L-7BW4ストロークV型12気筒エンジンを搭載し、馬力は59式戦車の520hpから580hpに強化された。79式戦車でも同エンジンが引き続き使用される。※一部資料では強化版の730hpエンジンに変更されたとある。
1980年代のイラン・イラク戦争で69式戦車はイラン・イラク双方への輸出で最も成功したとされ、特にサッダーム・フセイン政権時代のイラクは世界最大の輸入国で、T-54/55と並んでイラク軍で最も多かった戦車であり、湾岸戦争やイラク戦争でも戦力温存を優先された共和国防衛隊のT-72よりイラク軍の装甲部隊の大部分を占めることから最前線に投入され、2A46 125mm滑腔砲や追加装甲を装備させるなどイラク軍は様々な改良を施していた。中国は見返りでイラクから手に入れたZSU-57-2で習得した技術で69式を改造した80式自走機関砲（WZ-305）をつくった。
また、1989年の天安門事件の民衆弾圧の際の、一人の市民が戦車の前に立ち前進を妨げた有名なシーンに写っているのが69式戦車であると言われることがあるが、実際は形状等が似ている59式戦車である。
|          | 99式                                           | 96式                                                    | 88式                                                    | 80式                                                    | 69/79式                                                   | 59式                                |
| -------- | ---------------------------------------------- | ------------------------------------------------------- | ------------------------------------------------------- | ------------------------------------------------------- | --------------------------------------------------------- | ----------------------------------- |
| 画像     |                                                |                                                         |                                                         |                                                         |                                                           |                                     |
| 世代     | 第3世代                                        | 第2.5世代                                               | 第2世代                                                 | 第2世代                                                 | 第1世代                                                   | 第1世代                             |
| 全長     | 11 m                                           | 10.65 m                                                 | 9.32 m                                                  | 9.32 m                                                  | 9.22 m                                                    | 9 m                                 |
| 全幅     | 3.4 m                                          | 3.3 m                                                   | 3.37 m                                                  | 3.37 m                                                  | 3.29 m                                                    | 3.27 m                              |
| 全高     | 2.4 m                                          | 2.3 m                                                   | 2.29 m                                                  | 2.29 m                                                  | 2.8 m                                                     | 3.27 m                              |
| 重量     | 54 t（99A式）                                  | 42.5 t                                                  | 38.5 t                                                  | 38 t                                                    | 36.5 / 37.5                                               | 36 t                                |
| 主砲     | 48口径125mm滑腔砲                              | 48口径125mm滑腔砲                                       | 51口径105mmライフル砲                                   | 51口径105mmライフル砲                                   | 56口径100mmライフル砲 (69式) 51口径105mmライフル砲 (79式) | 56口径100mmライフル砲               |
| 副武装   | 12.7mm重機関銃×1 7.62mm機関銃×1 対戦車ミサイル | 12.7mm重機関銃×1 7.62mm機関銃×1                         | 12.7mm重機関銃×1 7.62mm機関銃×1                         | 12.7mm重機関銃×1 7.62mm機関銃×1                         | 12.7mm重機関銃×1 7.62mm機関銃×1                           | 12.7mm重機関銃×1 7.62mm機関銃×1     |
| 装甲     | 複合+ERA                                       | 複合                                                    | 鋳造・溶接鋼板 (一部複合)                               | 鋳造・溶接鋼板                                          | 鋳造・溶接鋼板                                            | 鋳造・溶接鋼板                      |
| エンジン | 水冷4ストローク V型12気筒ディーゼル            | 液冷4ストローク V型12気筒スーパーチャージド・ディーゼル | 液冷4ストローク V型12気筒スーパーチャージド・ディーゼル | 液冷4ストローク V型12気筒スーパーチャージド・ディーゼル | 水冷4ストローク V型12気筒ディーゼル                       | 水冷4ストローク V型12気筒ディーゼル |
| 最大出力 | 1,200 hp 1,500 hp（A型）                       | 1,000 hp                                                | 730 hp                                                  | 730 hp                                                  | 580 hp                                                    | 520 hp                              |
| 最高速度 | 70 km/h                                        | 65 km/h                                                 | 57 km/h                                                 | 57 km/h                                                 | 50 km/h                                                   | 45 km/h                             |
| 懸架方式 | トーションバー                                 | トーションバー                                          | トーションバー                                          | トーションバー                                          | トーションバー                                            | トーションバー                      |
| 乗員数   | 3名                                            | 3名                                                     | 4名                                                     | 4名                                                     | 4名                                                       | 4名                                 |
| 装填方式 | 自動                                           | 自動                                                    | 手動                                                    | 手動                                                    | 手動                                                      | 手動                                |
| C4I      | 不明                                           | ×                                                       | ×                                                       | ×                                                       | ×                                                         | ×                                   |

## 武装
試作型では中国製の60口径100mm滑腔砲を搭載していたが射撃精度に問題があった。以後69-I式戦車では改良型の100mm滑腔砲が、69-II式戦車ではT-54などに搭載されていたソ連製のD-10TGをコピーした59式56口径100 mmライフル砲がそれぞれ搭載された。
79式戦車（69-III式戦車）ではL7系105mmライフル砲をライセンス生産した83式105mmライフル砲を搭載、これにより西側同様のAPFSDS弾、HEAT弾、HE弾など各種砲弾が発射できるようになる。83式ライフル砲は後の80式戦車や88式戦車にも採用された。

## バリエーション

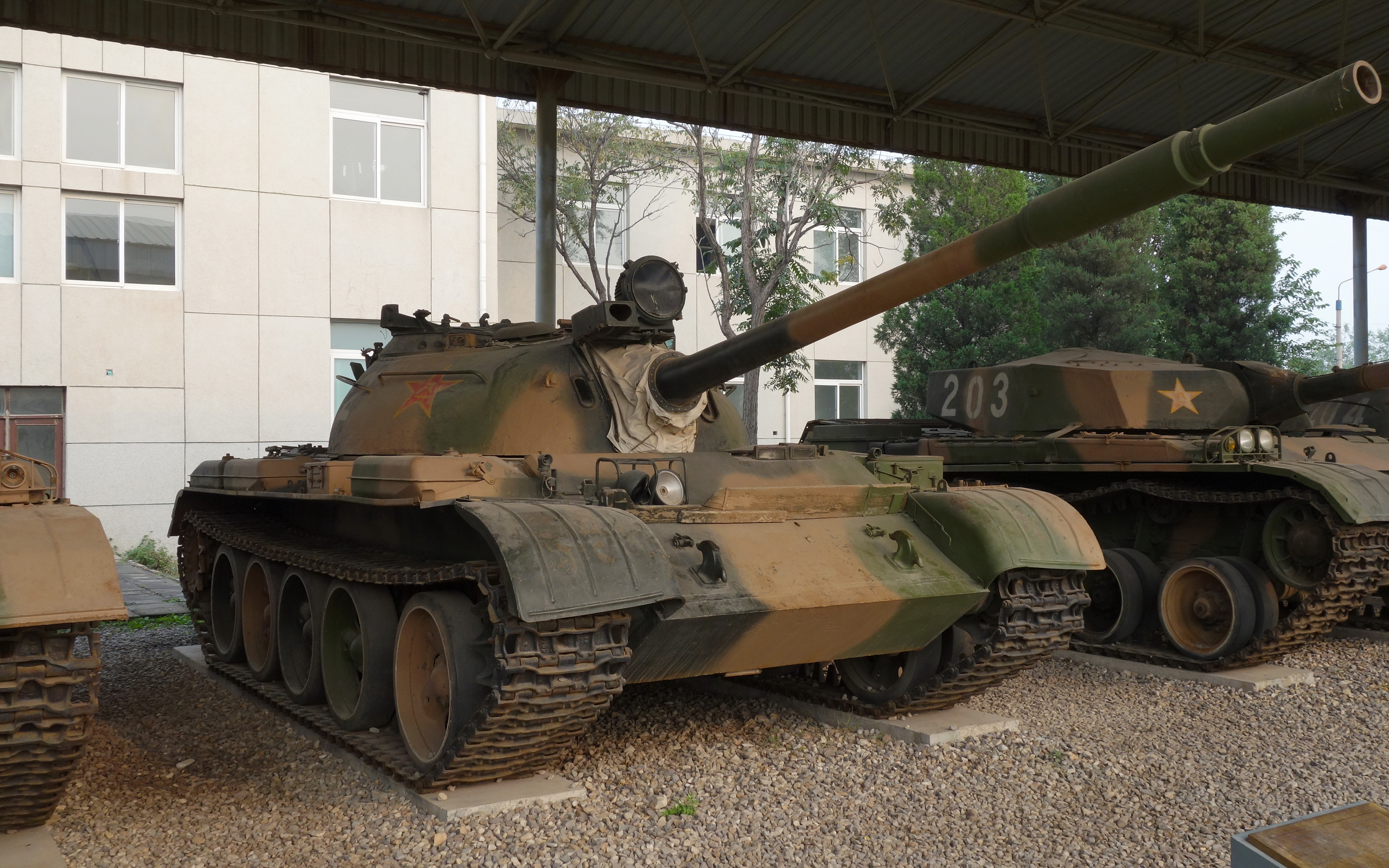
滑腔砲を搭載する69式戦車

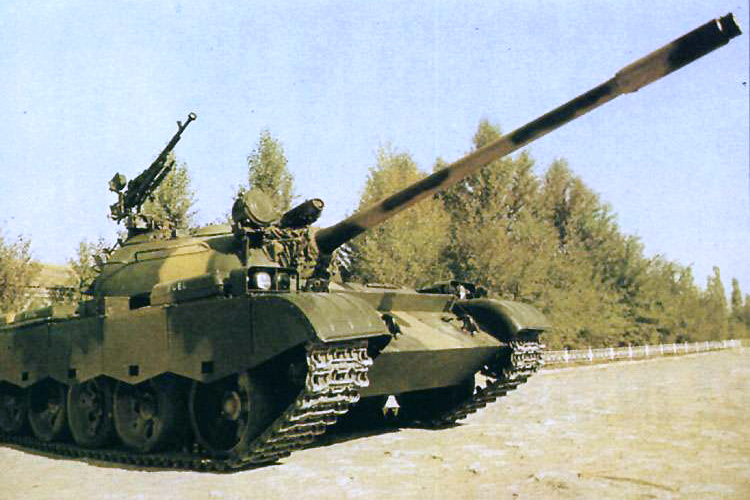
69-II式戦車

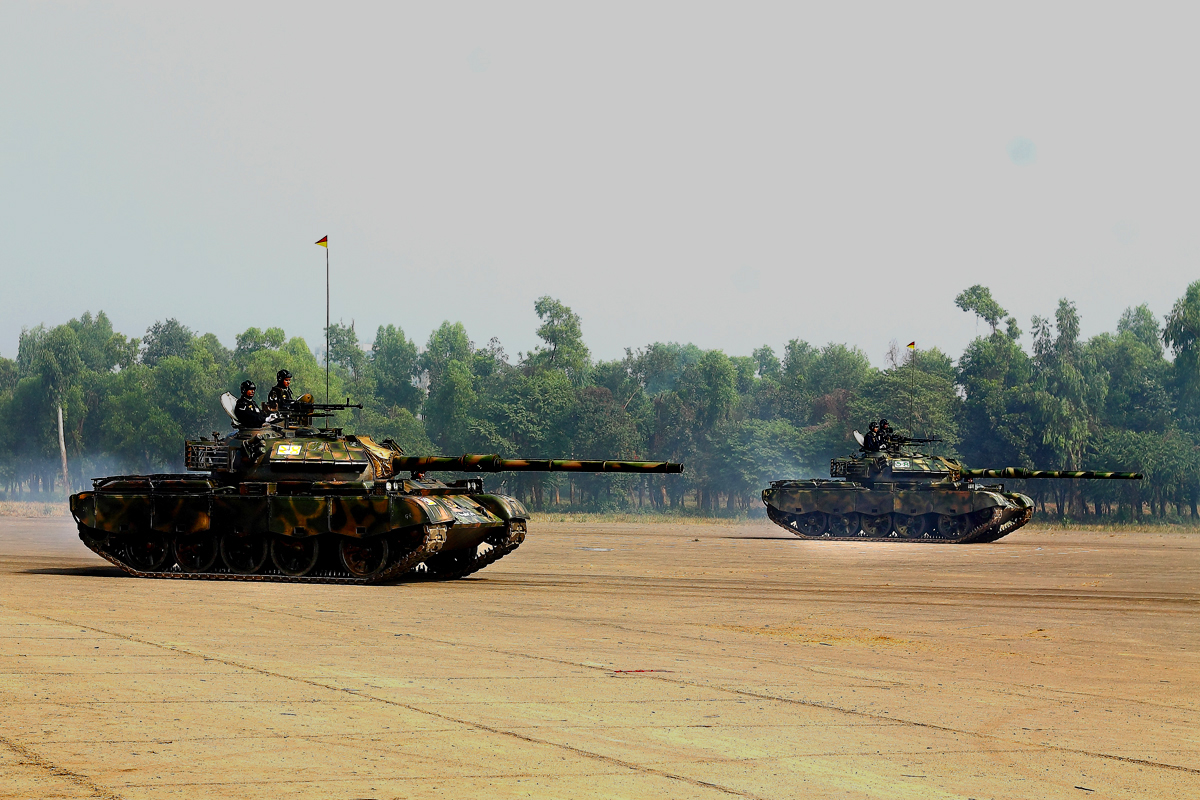
69-IIMA式戦車
ダプルピンタイプの履帯を装着している

69式（WZ-121）
59式戦車をベースに開発され100mm滑腔砲を搭載するが、この砲は失敗作だった。
69I式（WZG-121）
改修型の1つ。当初は100mm滑腔砲を搭載する予定だったが命中精度の問題から100mmライフル砲に換装。試作のみ。
69I式（WZGA-121）
69I式の派生型。105mmライフル砲の搭載を計画。設計のみと思われる。
69II式
69式シリーズの標準型となる。100mmライフル砲とTSFC2射撃統制システムを装備する。
69IIA式（BW-121A）
69II式の輸出向け改良型。多数が輸出される。
69IIB式
69II式の指揮戦車型。中国戦車として初めて発電用補助動力を搭載。1982年から生産。
69IIC式
69IIB式の指揮戦車型。69IIB式の通信装置を換装し通信能力を向上。1982年から生産。主に輸出向け。
69IIC1式
69IIC式の改良型。
通信用アンテナを延長し通信機能を強化。1983年から生産。
69IIM式（WZ-121H）
69IIA式の改良型。105mmライフル砲を搭載。
69IIP式
69IIA式のパキスタン向け輸出型。
69IIS式/30式戦車
69IIA式のタイ向け輸出型。タイでは30式戦車とも呼ばれた。対空機関砲をM2重機関銃に換装。現在、ほぼ退役済み。
69IIMP式（BW-121J）
69IIM式のパキスタン向け改良型。69IIAP式とも。パキスタンでノックダウン生産される。
69IIMA式（WZ-121K）
69IIM式の改良型。
69IIMB式（WZ-121KZ）
69IIM式の指揮戦車型。
69III式（WZ-121D/79式）
105mmライフル砲とイギリス製FCSを装備する。79式戦車として制式採用。
69IV式
改良型。詳細不明
69式125mm砲搭載型
イラクで開発された火力強化型。ソ連のT-72戦車と同じ125mm滑腔砲とカセトカ自動装填装置、射撃統制システムを搭載している。改造数は不明。
69IIG式（B69IIIG？）
69II式戦車のアップデート案。主砲を軽量型125mm滑腔砲に換装、射撃統制装置や暗視装置も近代化。海外の69式ユーザー向けに開発された。このアップデートは59式にも適応できる。
120mm砲搭載型
2003年のIDEX2003兵器ショーで展示された69II式戦車のアップデート案の1つ。主砲を120mm滑腔砲に換装、射撃統制装置や暗視装置も近代化。海外の69式ユーザー向けに開発された。
79E式
79式戦車の指揮車型
79-I式
派生型の1つと思われる。詳細不明。
79-II式（BK-1840）
69II式や79式戦車をベースに、一部装備を簡略化し、新型赤外線暗視装置や砲安定装置、スラット装甲などを搭載した輸出向け改良型。未採用。
中型戦車回収車（WZ-653）
69II式をベースに開発された回収戦車
中型戦車回収車（W-653）
戦車回収車（WZ-653）の輸出型。
84式中型戦車回収車（WZ-653A）
79式戦車のシャーシを使用した戦車回収車。中国軍向けに開発。
84式戦車架橋車（WZ-621）
79式戦車のシャーシを使用した戦車架橋車。
88式37mm自走機関砲（PGZ-88）
69式のシャーシを流用した自走式対空砲。
80式57mm自走機関砲（WZ-305）
ZSU-57-2を参考に、69II式のシャーシを流用した自走対空砲。
総合地雷処理車（GSL-130）
79式戦車のシャーシを使用した地雷処理車両。
装甲観測車
88式37mm自走機関砲を模した装甲観測車。制式名称など詳細は不明。
装甲輸油車（WZ-6411）
装甲燃料輸送車。

## 採用国

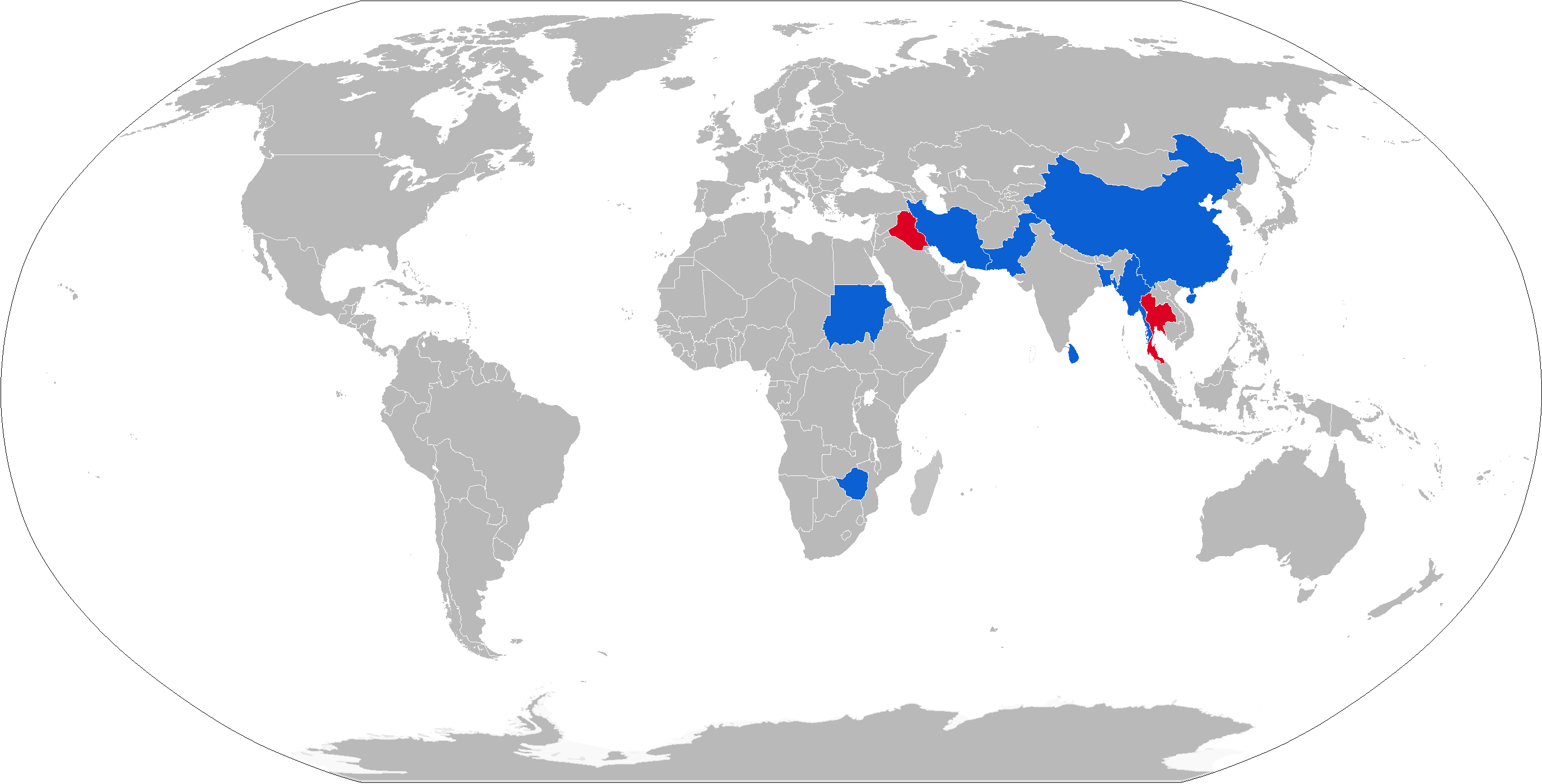
採用国(青は現役、赤は退役)

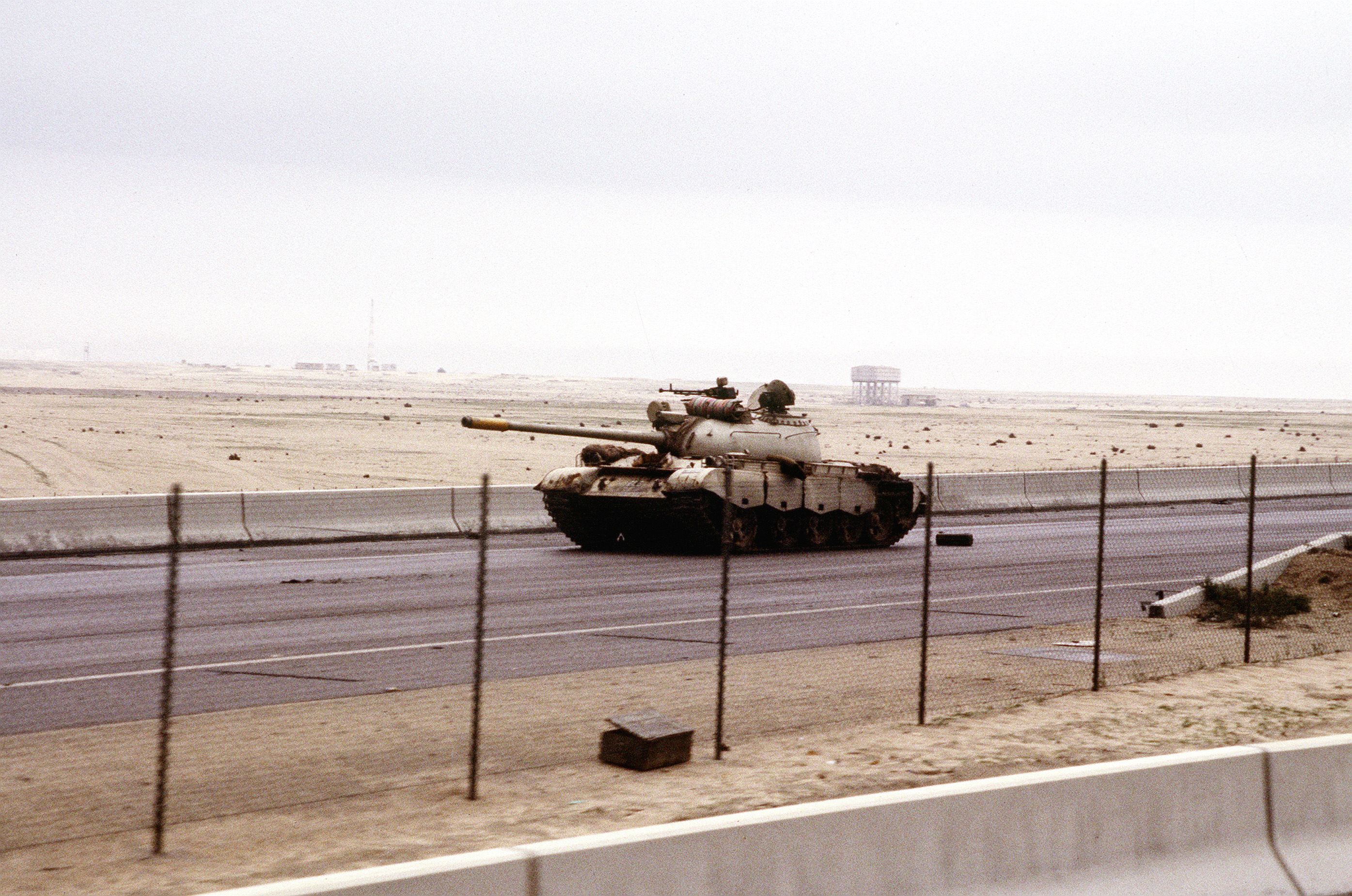
クウェートに侵攻するイラク陸軍の69式戦車(1991年)

バングラデシュ
 ミャンマー
 イラン
 パキスタン
 タンザニア
 ソマリア
 スリランカ
 スーダン
 ジンバブエ

## 登場作品
映像作品
『戦火の勇気』
冒頭のアル・バスラの戦いにて、イラク軍戦車として登場。
ゲーム
『World of Tanks』
中国中戦車121として開発可能。また、121Bとして販売、配布された。
『War Thunder』
中国ツリーのランクV中戦車「Type 69」として実装。